# ددوود (تگزاس)
ددوود، تگزاس(به انگلیسی: Deadwood, Texas) شهری در ایالت تگزاس از ایالات جنوبی ایالات متحده آمریکا است.